# Ukraińska milicja (1941)
Ukraińska milicja, albo Ukraińska Milicja Ludowa (ukr. Українська народна міліція) – ukraińska formacja policyjna stworzona w końcu czerwca 1941 przez Organizację Ukraińskich Nacjonalistów Stepana Bandery (OUN-B) po ataku III Rzeszy na ZSRR na zajmowanych wówczas przez Wehrmacht terenach II Rzeczypospolitej, znajdujących się od 1939 pod okupacją sowiecką i wcielonych do Ukraińskiej SRR. W założeniu milicja miała być formacją policyjną państwa ukraińskiego, którego nieudaną próbę restytucji nacjonaliści ukraińscy podjęli 30 czerwca 1941 we Lwowie.
Wraz z utworzeniem Dystryktu Galicja i Komisariatu Rzeszy Ukraina została rozwiązana 1 sierpnia 1941, zarządzeniem Dowódcy SS i Policji na Dystrykt Galicja Fritza Katzmanna, który powołał w jej miejsce Ukraińską Policję Pomocniczą (niem.Ukrainische Hilfspolizei) w składzie Ordnungspolizei. Milicja ukraińska została rozformowana ostatecznie do 31 sierpnia 1941.

## Historia i organizacja
John-Paul Himka początków milicji doszukuje się w marcu 1940 roku, kiedy OUN-B zarządziła powoływanie „militarnych sekcji” w każdej wsi.
OUN-B, poinformowana przez Niemców o zbliżającym się ataku na ZSRR, szczegółowe plany tworzenia milicji opracowała w maju 1941. Milicja miała być tworzona przez grupy marszowe – kilku-kilkunastoosobowe grupy nacjonalistów ukraińskich postępujące za oddziałami Wehrmachtu i zakładające na zajmowanych terenach struktury państwa ukraińskiego. Do służby w milicji byli zobowiązani wszyscy mężczyźni narodowości ukraińskiej w wieku 18–50 lat, z czego część miała służyć zawodowo a pozostali stanowić „dobrowolną” rezerwę na czas mobilizacji. Dowódcami oddziałów mogli być tylko „dobrze znani nacjonaliści”.
Pierwszy znany przypadek tworzenia milicji pochodzi z 25 czerwca 1941 w miejscowości Młyny, opisany w korespondencji Stećki z Banderą. Według słów tego pierwszego, Żydzi w tej miejscowości mieli umyślnie prowokować Niemców do odwetowych egzekucji na Ukraińcach. W związku z tym, jak pisał Stećko, „tworzymy milicję, która pomoże usuwać Żydów i chronić ludność”.
Formowanie milicji we Lwowie rozpoczęło się 30 czerwca 1941 przed południem, bezpośrednio po zajęciu miasta przez Wehrmacht, w okolicach archikatedry św. Jura, gdzie znajdowała się wówczas część batalionu „Nachtigall”. Jarosław Stećko zlecił tworzenie formacji Iwanowi Rawłykowi, według pamiętników w mianowaniu kierownictwa milicji odegrał pewną rolę Roman Szuchewycz, ówcześnie zastępca dowódcy batalionu „Nachtigall”. Milicjantów rekrutowano z członków grup marszowych, miejscowych członków OUN oraz, w mniejszości, z byłych milicjantów sowieckich narodowości ukraińskiej (być może zakonspirowanych członków OUN). Jedynie ci ostatni posiadali mundury, z których usunięto sowieckie emblematy zastępując je tryzubami. Pozostali, ubrani po cywilnemu, zakładali na lewy rękaw niebiesko-żółte opaski. 
Po ogłoszeniu 30 czerwca 1941 o godzinie 20:00 aktu odnowienia Państwa Ukraińskiego milicja podporządkowała się rządowi Jarosława Stećki. 2 lipca milicja została operacyjnie podporządkowana władzom niemieckim, na jej czele stanął Jewhen Wreciona.
1 sierpnia milicja została rozwiązana, a rozporządzeniem władz Generalnego Gubernatorstwa z dnia 18 sierpnia 1941 powołano nową formację – Ukraińską Policję Pomocniczą, do której przyjęto zresztą część funkcjonariuszy ukraińskiej milicji. UPP rozpoczęła szkolenie 1 października 1941.

## Udział w zbrodniach
Podczas ataku niemieckiego na ZSRR w miejscowościach Galicji Wschodniej i Wołynia doszło do antyżydowskich pogromów. Modus operandi tych akcji najczęściej wyglądał tak, że milicja ukraińska wyłapywała Żydów i przy agresywnej postawie tłumu, który lżył i bił Żydów, doprowadzała ich na miejsce egzekucji.
Po zajęciu Lwowa 30 czerwca 1941 r. przez Niemców milicja ukraińska wzięła udział w pogromach lwowskich. Ukraiński politolog Aleksiej Martynow uważa, że to właśnie milicja ukraińska wraz z batalionem „Nachtigall” rozpoczęły pierwsze masowe mordy we Lwowie, które zmusiły Niemców do częściowego rozwiązania milicji, aby zapobiec większym zamieszkom. 
Według K. Struvego milicja ukraińska wzięła udział w pogromie w Złoczowie a według O.Bartova także w pogromie w Tarnopolu. We Włodzimierzu Wołyńskim i Łucku milicje utworzone przez grupę marszową Mykoły Kłymyszyna wspomagały Niemców przy egzekucjach w lipcu i sierpniu 1941. We Włodzimierzu 5 lipca rozstrzelano 150 osób uznanych za sowieckich aktywistów, 31 lipca 200 Żydów, a w sierpniu od 300 do 350. Także w Łucku egzekucje odbyły się 31 lipca.
G. Motyka przypuszcza, że milicja wzięła także udział w drugim lwowskim pogromie, tzw. Dniach Petlury (25-27 lipca). W aresztowaniach Żydów dokonywanych w mieszkaniach oprócz milicji uczestniczyli bojówkarze ukraińscy złożeni z chłopów z okolicznych wsi, których Niemcy karmili i poili wódką, a następnie o godzinie 5.00 rano dali sygnał do rozpoczęcia pogromu – bicia i grabieży ludności żydowskiej w mieszkaniach, jej wypędzania na ulicę i zapędzania do więzienia przy ul. Łąckiego.

W wyniku pogromu według danych żydowskich historyków padło ok. 1500 zabitych. Nie ulega wątpliwości, że akcja od początku do końca była reżyserowana przez Niemców.

Dieter Pohl jest przeciwny umniejszaniu roli miejscowych kolaborantów w zbrodniach niemieckich latem 1941 roku:

Nie powinno się nie doceniać praktycznych problemów, z którymi spotkali się SS-mani wkraczając do zachodnioukraińkich miasteczek. Nie znali ludności, topografii i oczywiście nie znali też języka. Dlatego byli całkowicie zależni od tłumaczy, miejscowej administracji czy milicji, które pojawiły się w czerwcu 1941

Ukraińska milicja przypuszczalnie rozstrzelała także około 100 polskich studentów ze Lwowa.

## Literatura
- Grzegorz Mazur, Jerzy Skwara, Jerzy Węgierski, Kronika 2350 dni wojny i okupacji Lwowa, Katowice 2007, ISBN 978-83-86250-49-3
- Grzegorz Motyka, Ukraińska partyzantka 1942-1960, Warszawa 2006 Wyd. Instytut Studiów Politycznych PAN, Oficyna Wydawnicza Rytm, ISBN 83-88490-58-3 (ISP PAN,) ISBN 83-7399-163-8 (Rytm), ISBN 978-83-88490-58-3